# 平田舜範
平田 舜範（ひらたきよのり、生没年不詳）は、戦国時代の陸奥国の武将。平田輔範の子。清野長範、慶徳範重の父といわれるが定かではない。平田氏範の養父。左京亮、周防守。是亦斎。平田常範とは同一人物とも別人ともいわれる。
蘆名氏に仕え、「蘆名四天の宿老」と呼ばれた重臣の一人である。天文9年（1540年）2月、諏訪神社落成時に連署を出す。天正6年（1578年）、上杉謙信に応じて大槻政通、山ノ内重勝が背くと鎮圧のため出陣し、鎮圧に成功した。